# 로베르트상
로베르트상(덴마크어: Robert prisen, 영어: Robert Awards)은 덴마크 영화 아카데미에서 수여하는 덴마크의 영화상이다. 덴마크 영화 산업의 탁월한 업적에 수여하는 상이다. 덴마크의 오스카상이라고도 불린다. 상 이름은 덴마크의 조각가 로베르트 야코브손(Robert Jacobsen)의 이름에서 따 왔다.

## 같이 보기
- 보딜상